# Jose Chavez y Chavez

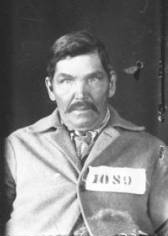
Chavez im Jahr 1909

Jose Chavez y Chavez (* 1851 in Ceboleta, New Mexico; † 1924) war ein US-amerikanischer Cowboy indianischer Abstammung. Er gehörte zur Bande der Regulatoren um Billy the Kid und nahm am Lincoln-County-Rinderkrieg teil.

## Leben
Chavez y Chavez gehörte zu den wenigen Indianern, die „die Seite wechselten“: er lebte und arbeitete als Cowboy und kleidete sich auch so. Gleichwohl war er stolz auf seine Abstammung und fühlte sich in gewissem Umfang weiterhin dem Glauben und den Traditionen seines Volkes verpflichtet.
Chavez y Chavez verbündete sich mit Billy the Kid in seinen zwanziger Jahren. Nach einigen kleineren Räubereien und anderen Verbrechen erwies er sich als sehr nützliches Bandenmitglied.
Zusammen mit Billy und anderen Mitgliedern der Gruppe beteiligte sich Chavez y Chavez von 1878 bis 1879 am Lincoln-County-Rinderkrieg.
Chavez y Chavez traf Billy the Kid, Jim French, Fred Waite, Charlie Bowdre und John Middleton, nachdem er sich entschieden hatte, der Tunstall-McSween Gruppe in ihrer Auseinandersetzung gegen die Murphy-Dolan Store Company beizustehen.
Innerhalb der Tunstall-McSween-Gruppe bildete sich eine weitere Gruppe heraus, die versuchte, die Murphy-Dolan-Gruppe an den Rand zu drängen. Sie wurden als die „Regulatoren“ bekannt und bestanden aus 45 Bewaffneten, Chavez y Chavez eingeschlossen. Einige Erlebnisse während der Mitgliedschaft bei den Regulatoren verbanden Chavez y Chavez, Billy the Kid und seine anderen Freunde enger miteinander.
Am 17. Februar 1878 wurde John Tunstall ermordet. Am 1. April desselben Jahres töteten Billy the Kid und seine Gang den Sheriff der Stadt Lincoln, Brady, der mit der Murphy-Dolan-Gruppe zusammenarbeitete. Chavez y Chavez schrieb sich selbst diesen Mord zu.
Schließlich folgten noch mehr Morde auf beiden Seiten, gefolgt vom Niederbrennen von McSweens Haus. Hier lebten 14 Leute, McSween und seine Frau eingeschlossen, sowie zwölf Cowboys. In dem Feuer kamen sechs Menschen um, aber jedes Mitglied der Gang von Billy the Kid war in der Lage zu entkommen.
Im März 1879 startete der Gouverneur von New Mexico, Lew Wallace, einen Kampf gegen die Kriminalität in seinem Staat. Eine seiner Prioritäten bestand darin, das Fortdauern des Krieges zwischen den Tunstall-McSween und den Dolan-Anhängern zu beenden. Auf Grund dieses Vorhabens gründete er die „Lincoln County Mounted Rifles“, eine Gruppe der sich auch Chavez y Chavez anschloss. Die „Mounted Rifles“ konnten ihr Ziel nicht erreichen und blieben ungefähr drei Monate bestehen. Chavez y Chavez verließ allerdings auch während dieser Zeit niemals Billy und seine Gang.
An der Seite von Billy the Kid versuchte Chavez y Chavez das Gericht davon zu überzeugen, dass die Armee für das Abbrennen von McSweens Haus und die damit verbundenen Todesfälle verantwortlich war. Doch das Gericht glaubte dieser Aussage nicht und Billy wurde nach einem geglückten Fluchtversuch von Pat Garrett in Fort Sumner am 14. Juli 1881 getötet.
Jose Chavez y Chavez verlor jeglichen Halt nach Billys Tod und reiste ziellos quer durch den amerikanischen Südwesten.
Er erreichte Las Vegas (New Mexico) genau zu dem Zeitpunkt, als auch Robert Ford, der angebliche Mörder von Jesse James, dort war. Legenden behaupten, dass sie sich zu einem shooting game trafen, und dass Ford von Chavez’ Fähigkeiten im Umgang mit dem Gewehr so sehr beeindruckt war, dass er floh, als Chavez ihn zu einem Duell herausforderte.
Kurze Zeit später wurde Chavez y Chavez Polizist, doch er war angeblich nicht in der Lage, sein Leben als Desperado hinter sich zu lassen. Er schloss Freundschaft mit Vincent Silvas und dessen angeschlossenen Gangs. Die White Caps wurden von der Öffentlichkeit mit Terrorismus verbunden und die Bandits Society funktionierte wie die heutige Mafia. Sie versuchten, Leute von ihrem Besitz zu verjagen und nahmen deren Eigentum für ihren eigenen Profit.
Vincent Silvas ordnete die Ermordung von Patricio Maes an, die am 22. Oktober 1892 von Chavez y Chavez, Eugenio Alarid und Julian Trujillo ausgeführt wurde. Im Februar 1893 tötete die Gruppe Gabriel Sandoval, Silvas’ Schwager. Aber Sandovals Tod fiel auf Silvas zurück, als dessen Frau sich Gedanken über den Aufenthaltsort ihres Bruders machte. Als Silvas die Ermordung seiner Frau Chavez y Chavez, Alarid und Trujillo auftrug, sorgten sie sich um Silvas’ Geisteszustand. Sie beschlossen, Silvas zu töten, während sie das Grab für dessen Frau gruben. Als Silvas seine Frau zu dem Grab trug, töteten die drei Vincent Silvas und begruben ihn mit seiner Frau.
1894 wurden einige Männer im Zusammenhang mit Patricio Maes’ Ermordung festgenommen und angeklagt. Chavez y Chavez gelang die Flucht, doch am 26. Mai wurde auch er geschnappt. Die Jury befand ihn für schuldig und verurteilte ihn zur Todesstrafe. Auch in der Berufung wurde er zum Tode verurteilt. Die Entscheidung wurde später von einem neuen Gouverneur New Mexicos aufgehoben. Durch die Begnadigung versprach sich der Gouverneur zum einen Werbung für sich und zum anderen hätte Chavez y Chavez’ Tod zu diesem Zeitpunkt enormen öffentlichen Druck auf die Regierung hervorgerufen.
Während seines Gefängnisaufenthaltes half Chavez y Chavez der Polizei. Am 11. Januar 1909 machte sich diese Zusammenarbeit bezahlt und New Mexicos Gouverneur, George Curry, bewilligte Chavez y Chavez’ Begnadigung.
Chavez’ letzte 15 Jahre verliefen verhältnismäßig ruhig. Er verstarb 1924 in seinem Haus eines natürlichen Todes, mit einem Freund an seiner Seite.

## Verfilmungen (Auswahl)
Jose Chavez y Chavez wird in den Filmen Young Guns (1988) und Young Guns II – Blaze of Glory (1990) von Lou Diamond Phillips gespielt.